# アブラハム・ファン・ベイエレン
アブラハム・ファン・ベイエレン（Abraham van Beijeren, 1620年頃- 1690年）はオランダのバロック期の画家。豪華な食卓図で知られている。

## 生涯
デン・ハーグ生まれ。父親はガラス職人であった。ベイエレンはデルフトやアムステルダム、アルクマール、ゴーダ等に住んだ。1640年代には主に海景を描いていたが、徐々に静物画に移行していった。1650年代、1660年代には特に銀器や中国製の磁器。ガラスや果物等を描くことに集中している。また、花の絵も残している。1678年にはロッテルダム郊外のオーフェルスキーに落ち着き、1690年にその地で亡くなった。

## ギャラリー

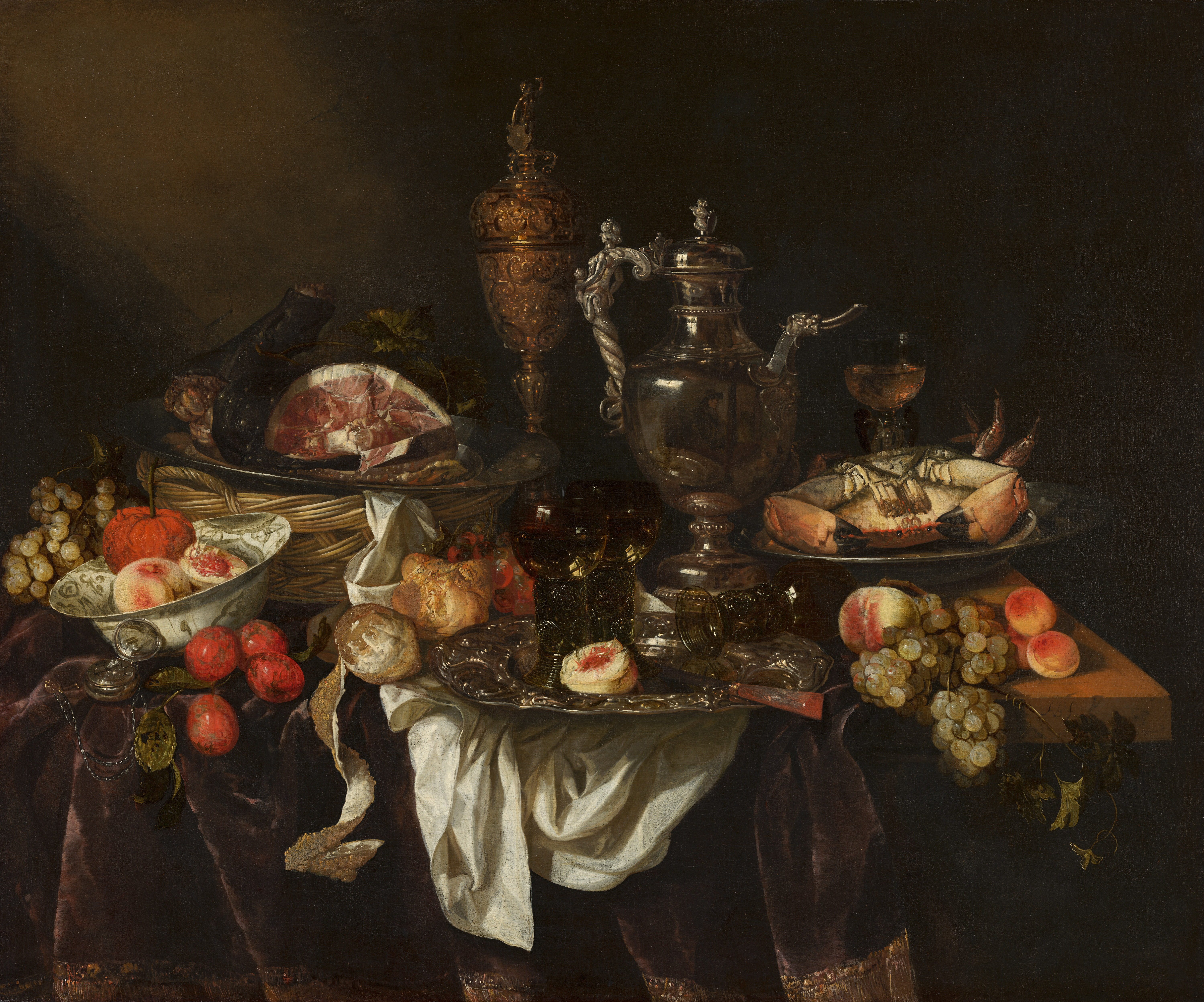
『豪華な食卓』（1655年） マウリッツハイス美術館、デン・ハーグ
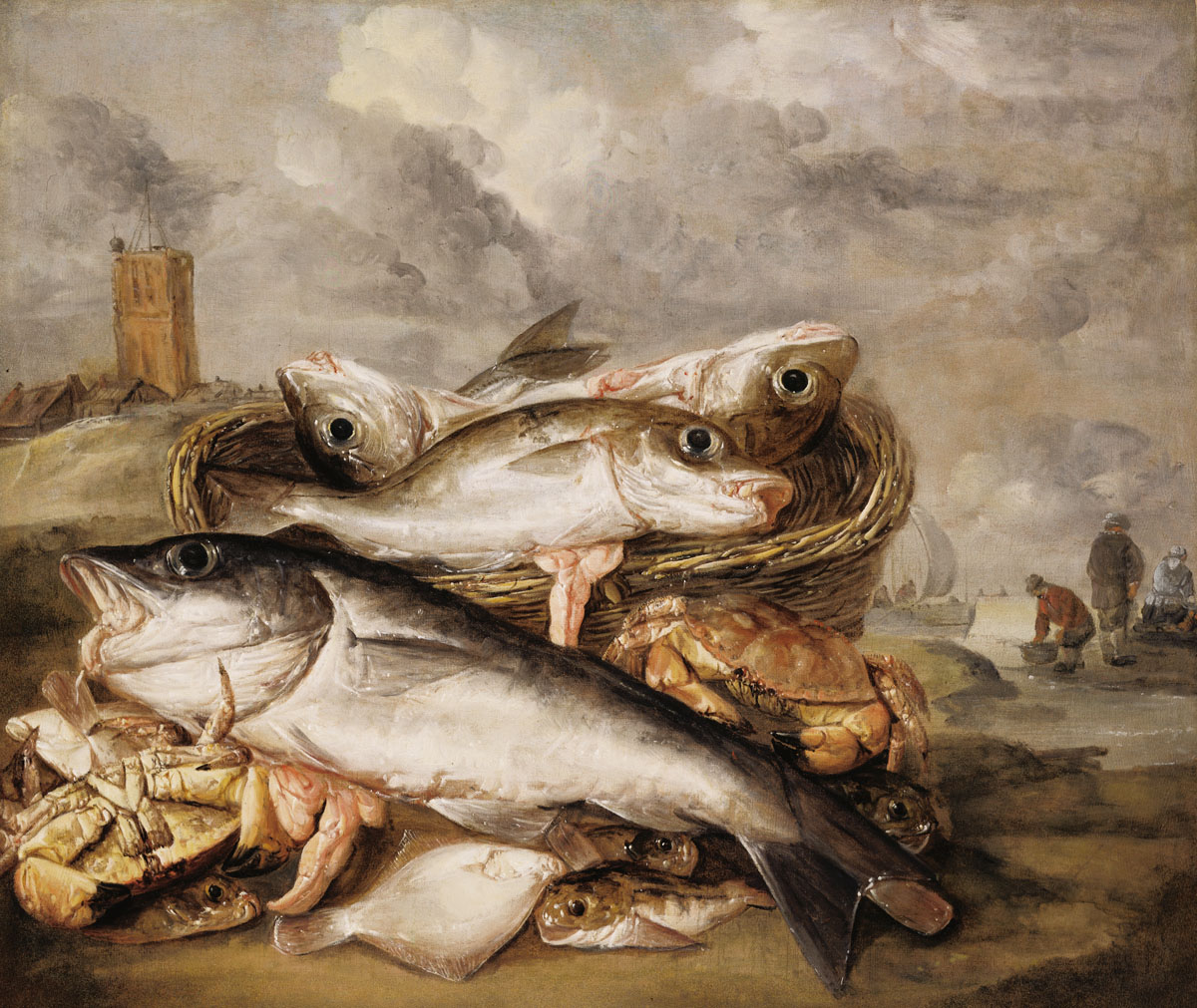
『魚のある静物』（1660年頃） ブダペスト国立西洋美術館
『静物』（1665年頃） アムステルダム国立美術館
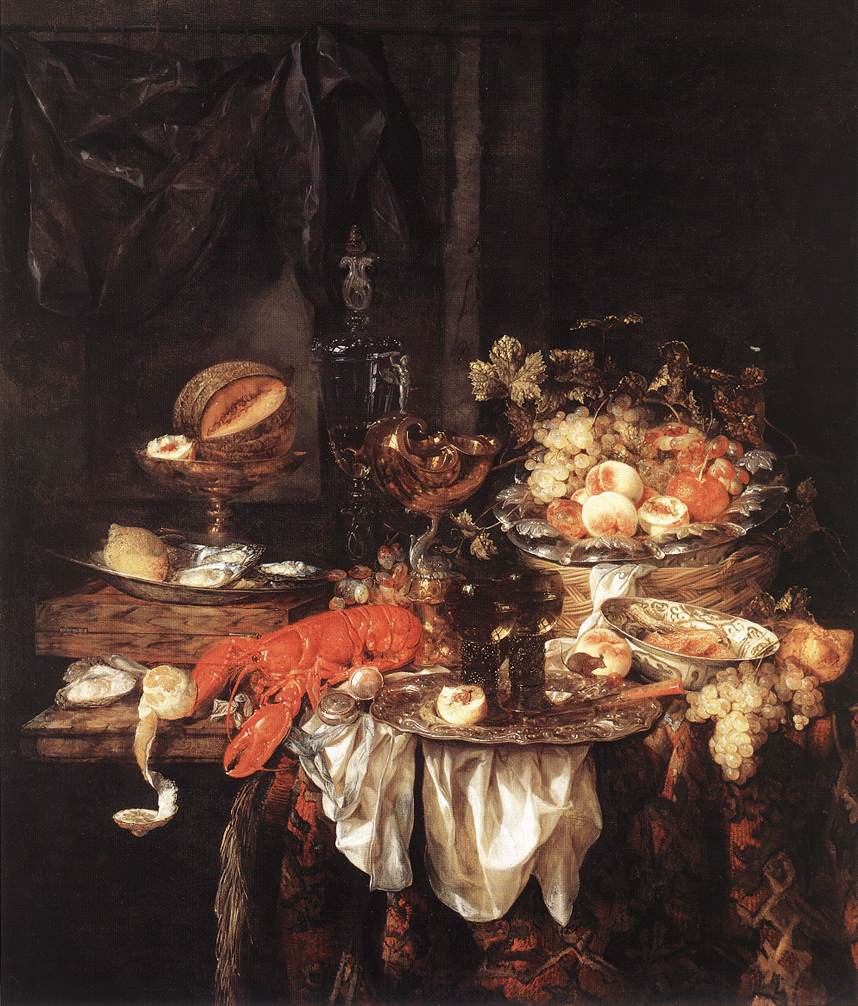
『Banquet Still-Life with a Mouse』（1667年） ロサンゼルス・カウンティ美術館

## 参照
1. ↑  "Beyeren"と綴る場合もある